# 무림여대생
《무림여대생》(My Mighty Princess)은 2008년에 개봉한 대한민국의 영화이다.

## 줄거리
강소휘는 초인적인 힘과 초자연적인 민첩성을 가진 대학생이자 무술가로, 다른 사람들을 멀어지게 한다. 이후 한 사건으로 인해 사랑하는 남자 준모와 대화할 기회가 사라지고, 무술 공부를 포기한다. 준모가 뛰는 아이스하키 동아리에 가입한다. 준모의 관심을 끌려고 애쓰지만, 준모는 마지못해 그의 오토바이를 타고 그녀와 함께 타게 된다.
두 사람은 경찰서에 도착하고, 준모는 그곳에서 정기적으로 여경을 만난다. 어머니와 비슷한 나이의 여경은 그의 애정에 보답하고 싶어하지 않지만, 준모는 끈질기게 그녀에게 사랑을 고백한다. 그는 오토바이를 타고 순찰을 돌며 여경을 따라간다. 소휘는 준모가 언젠가는 자신의 마음을 돌려주기를 바란다.
소휘의 무술 실력이 떨어지자 아버지는 그녀에게 수련을 권유한다. 아버지는 소휘에게 어머니의 마법 검술을 배우라고 한다. 하지만 소휘는 거절한다. 준모의 아버지는 친구의 아들 일영에게 연락하여 소휘가 무술을 계속하도록 설득해 달라고 부탁하는데, 그 대가로 값비싼 오토바이를 사준다. 일영은 소휘의 평생 친구로 어린 시절 함께 수련했다. 일영은 소휘의 수업이 끝난 후 그녀를 기다린다. 소휘는 농담으로 그의 관심을 거부하지만 속으로는 고마워한다. 소휘가 가라고 재촉하고 어디든 따라다니지만 그는 떠나지 않는다.
준모는 길거리 싸움에 휘말린다. 소휘와 일영은 변장을 이용해 초능력으로 그를 구하지만, 곧 발각된다. 소휘는 일영에게 자주 꾸는 꿈 이야기를 들려주지만, 그 꿈은 잊혀진 기억이었다.
일영과 소휘는 최고의 아역 배우였기에 소휘만이 그를 이길 수 있었다. 그때 악당 흑봉이 달을 가르는 검, '그린 데스티니'를 훔치려 한다. 소휘와 일영은 그 검을 지키려 하지만 흑봉이 소휘를 때려 절벽에서 떨어지고 만다. 일영은 그녀를 쫓아가 병원으로 데려가 회복하지만 사건에 대한 기억을 잃는다.
준모는 소휘에게 골키퍼를 부탁한다. 소휘에게 키스하려던 경찰관에게 재차 연락을 받은 후, 소휘와 가까워진다. 소휘는 어머니가 어린 나이에 돌아가셨고, 경찰관이 한때 자신의 목숨을 구했다는 사실을 알게 된다. 그러는 동안 일영은 소휘와 흑봉이 서로에게 다정하게 지내는 모습을 바라본다.
소휘의 아버지와 친구들은 흑봉과 싸우자고 한다. 싸움 당일, 소휘의 아버지는 흑봉이 일영이라는 것을 알고 충격을 받는다. 일영은 소휘의 아버지를 칼로 다치게 한다.
일영은 소휘의 아버지를 병원으로 데려가 소휘에게 이 사실을 알린다. 소휘는 아버지 친구들로부터 어머니의 이야기를 듣게 되고, 어머니의 칼로 번개를 만들어낸다.
한편, 일영은 흑봉이 소휘에게 검을 썼을 때 독이 묻어 있음을 깨달았다는 이야기를 마음속 언어로 들려준다. 흑봉만이 소휘를 치료할 수 있다고 생각한 일영은 흑봉에게 가서 해독제를 달라고 한다. 흑봉은 일영에게 자신의 제자가 되라고 요구하며 최면을 건다. 일영은 이를 받아들여 소휘를 치료한다. 일영은 흑봉의 자리를 대신할 예정이었다. 흑봉은 일영을 풀어주지 못하고 죽으며, 소휘의 아버지를 다치게 한 이유를 설명한다.
전격 수련을 마친 소휘는 싸움에 나서지만, 상대가 일영임을 깨닫는다. 일영은 텔레파시를 통해 소휘에게 무슨 일이 있었는지 이야기한다. 소휘는 방어하지만 반격하지 않는다. 일영은 최면 주문에서 벗어나고 싶어 소휘에게 반격을 요청한다.
일영은 녹색 운명의 검으로 달의 일격을 사용하려 하지만, 소휘는 대신 전격을 사용하며 일영을 약화시킨다. 일영은 자신을 공격해 달라고 애원하며 그녀를 공격한다. 일영은 쓰러지고, 일영은 그녀의 목을 잡고 죽이려 한다. 하지만 소휘는 일영에게 집중하라고 한다. 이에 일영은 혼란스러워하며 고통스러워 눈물을 흘린다. 그의 눈물이 검에 떨어지며 일영은 주술에서 깨어난다. 소휘는 자신의 마음 언어를 들으며 과거를 떠올렸고, 어렸을 적에도 그 말을 들었다고 고백한다. 소휘의 아버지는 혼수상태에서 깨어나고, 일영은 아버지의 보살핌을 받으며 병원에 입원한다. 영화는 일영이 다음번에는 마음 언어를 통해 소휘에게 사랑을 고백하기로 결심하는 것으로 끝난다.

## 캐스팅
- 신민아 - 소휘/옥순 역
- 온주완 - 일영 역
- 유건 - 준모 역
- 임예진 - 혜인 역
- 최재성 - 갑성 역
- 이대근 - 천풍 역
- 김형일 - 창학 역
- 디온 람 - 걸왕 역
- 정호빈 - 흑봉 역
- 박찬대 - 무극 역
- 호산 - 아이스하키부 코치 역
- 박진수 : 출산 부부 / 차력 혐오 남녀 1 역
- 김은수 : 따귀녀 역
- 박팔영 : 교양교수 역
- 김승훈 : 차력 혐오 남남 역
- 이하성 - 어린 일영 역
- 홍서연 - 기상캐스터 역